# Santa cena (avventisti)
La santa cena è la cena che viene fatta generalmente ogni tredici sabati, ma anche in occasioni speciali, dalla Chiesa cristiana avventista del settimo giorno in ricordo dell'ultima cena fatta da Gesù.
Essa è preceduta dalla lavanda dei piedi per ricordo della fratellanza e del servizio reciproco.
Quindi il credente confessa i suoi peccati a Dio e fa un proprio esame di coscienza. Dopo quindi si prende il pane azimo e successivamente il succo d'uva. Il tutto in silenzio e rispetto.
Precedentemente il pastore predica, legge i testi appositi e pronuncia una preghiera. Una volta finita la cerimonia, si canta un inno e si conclude con una breve preghiera.